# HAL 9000

Halovo symbolické „oko“ – kamera

HAL 9000 je palubní počítač na vesmírné lodi Discovery One ve fiktivním příběhu Vesmírná odysea od spisovatele Arthura C. Clarka a ve sci-fi filmech podle něj natočených.
HAL (anglicky Heuristically programmed ALgorithmic computer, Heuristicky naprogramovaný ALgoritmický počítač) představuje umělou inteligenci, která komunikuje a spolupracuje s posádkou. Ve filmu je obvykle představován červeným okem kamery, které se vyskytuje po celé Discovery. Hlas HALa 9000 byl namluven kanadským hercem Douglasem Rainem.

## Charakteristika
HAL byl uveden do provozu 12. ledna 1997 (ve filmu 1992) v HAL Laboratories jako produktové číslo 3. Jeho prvním instruktorem byl Dr. Chandra (v prvním filmu Mr. Langley). HAL je schopen nejen řeči, rozpoznávání řeči, obličejů a zpracování přirozeného jazyka, ale také odezírání ze rtů, smyslu pro umění, vyjadřování emocí, dedukce, hraní šachů aj. Především však je jeho úkolem ovládání všech palubních systémů na meziplanetární misi.
V příběhu 2001: Vesmírná odysea (film i kniha), během letu sluneční soustavou, HAL 9000 začne podávat chybná hlášení a posádka lodi Discovery One se jej rozhodne vypnout. HAL zareaguje tak, že zavraždí všechny členy posádky až na jednoho, kterému se nakonec podaří HALa zneškodnit. V knižní verzi příběhu je HALovo chování později vysvětleno rozporem mezi příkazy, které HAL na Zemi obdržel, a které jej nutily plnit příkazy posádky a současně zatajovat před ní některé zásadní informace o účelu mise. Tento rozpor HALovi působí trauma a řeší ho lhaním (které posádka interpretuje jako chybnou funkci počítače) a posléze likvidací posádky. Filmová verze příběhu nechává prostor pro více interpretací motivů HALova jednání.
HAL získal v žebříčku AFI's 100 Years… 100 Heroes and Villains 13. pozici na seznamu největších filmových padouchů všech dob.

## Zajímavosti
Ve francouzské verzi 2001: Vesmírná odysea je HAL pojmenován jako „CARL“ (francouzsky Cerveau Analytique de Recherche et de Liaison). Kamera však stále zabírá nápisy „HAL 9000“.
Zajímavostí je, že z písmen HAL při posunu o 1 dopředu v anglické abecedě dostaneme písmena IBM.